# 葛綿正一
葛綿 正一（くずわた まさかず、1961年 - ）は、日本文学研究者、沖縄国際大学教授。

## 人物
新潟県生まれ。1983年新潟大学法文学部文学科卒業。1988年東京都立大学 (1949-2011)大学院人文科学研究科博士課程単位取得退学。新潟県立新潟中央高等学校教諭、沖縄国際大学総合文化学部教授。

## 著書
- 『源氏物語のテマティスム 語りと主題』笠間書院、1998
- 『枕草子・徒然草・浮世草子 言説の変容』北溟社、2001
- 『源氏物語のエクリチュール 記号と歴史』笠間書院、2006
- 『現代詩八つの研究 余白の詩学』翰林書房、2013
- 『馬琴小説研究』翰林書房、2016年
- 『平安朝文学論　表象と強度』翰林書房、2019

## 参考
- [ISBN 978-4-305-70303-3]
- 沖縄国際大学